# Deiparae Virginis Mariae
Deiparae Virginis Mariae est une encyclique promulguée par le pape Pie XII le 1er mai 1946 traitant de la possibilité de définir l'Assomption de Marie comme étant un dogme. À travers cette encyclique, le pape Pie XII demande l'opinion de tous les évêques avant de proclamer le dogme.